# Бородино (Калининский район)
Бородино — исчезнувшая деревня в Калининском районе Тверской области России. Располагалась на территории Верхневолжского сельского поселения недалеко от деревни Бордино.

## Историческая справка
Деревня Бородина впервые упоминается в писцовой книге 1540 года: 
с. Тургиново...  К тому ж селу деревни: дер. Бородино: 2 дв.; пашни 2 четьи, сена 150 коп.

В 1627 году в ней жил первый предок Путиных: 
Деревня Бородино на суходоле, а в ней крестьян… во дворе бобыль Якимко Никитин...

По переписи 1710 года в д. Бородино было 3 двора, и все её жители умерли. 
Из двора Флор Якимов а он Флор в нынешнем 710-м году послан был в Нарву з государевым запросным хлебом и там умер а после ево жена и дети померли. Из двора Юрья Борисов з женою и з детми померли тому 20 лет. Из двора Михаила Артемьев з женою и з детми помер тому 20 лет.
После 1785 года деревня Бородино не упоминается в документах.